# الفاقع (الجميمة)

تعديل مصدري - تعديل

الفاقع هي إحدى قرى عزلة بقره الغربية بمديرية الجميمة التابعة لمحافظة حجة، بلغ تعداد سكانها 69 نسمة حسب تعداد اليمن لعام 2004.